# Leandra edentula
Leandra edentula är en tvåhjärtbladig växtart som beskrevs av Henry Allan Gleason. Leandra edentula ingår i släktet Leandra och familjen Melastomataceae. Inga underarter finns listade i Catalogue of Life.